# Riomaggiore

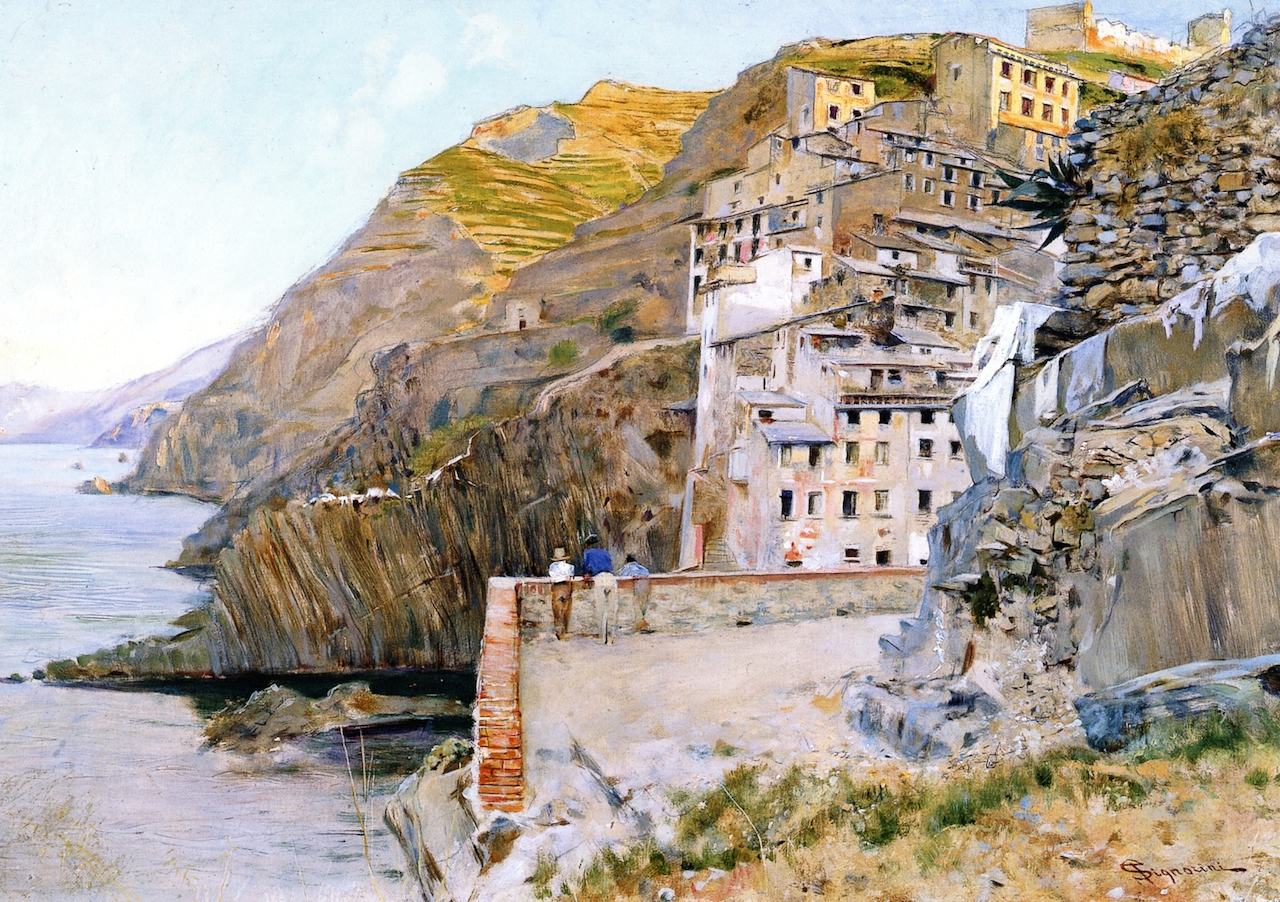
Riomaggiore, c.1895, pintura per Telemaco Signorini

Riomaggiore (en lígur:Rimazzô, localment Rimazùu) és un poble i comune (municipi) de la província de La Spezia, situat en una petita vall, a la regió italiana de la Ligúria. És el primer poble de Cinque Terre que trobem si viatgem des de La Spezia.
El poble, que data de principis del segle xiii, és conegut pel seu caràcter històric i també pel seu vi. Riomaggiore es troba a la regió de la Riviera de Llevant i toca el litoral del Golf de Gènova,  Mediterrani, amb una petita platja i un moll enquadrat per "cases torre" genoveses. El carrer principal de Riomaggiore és Via Colombo, on es poden trobar nombrosos restaurants, bars i botigues.
Forma part del Parc Nacional delle Cinque Terre i és Patrimoni de la Humanitat de la UNESCO.
Riomaggiore és el poble que es troba més al sud dels cinc pobles de Cinque Terre, tots connectats per camins. La Via dell'Amore és un camí que connecta Riomaggiore amb Manarola, una frazione del municipi.
Riomaggiore va inspirar pintures a Telemaco Signorini (1835–1901), un dels artistes del grup Macchiaioli.

## Galeria d'imatges

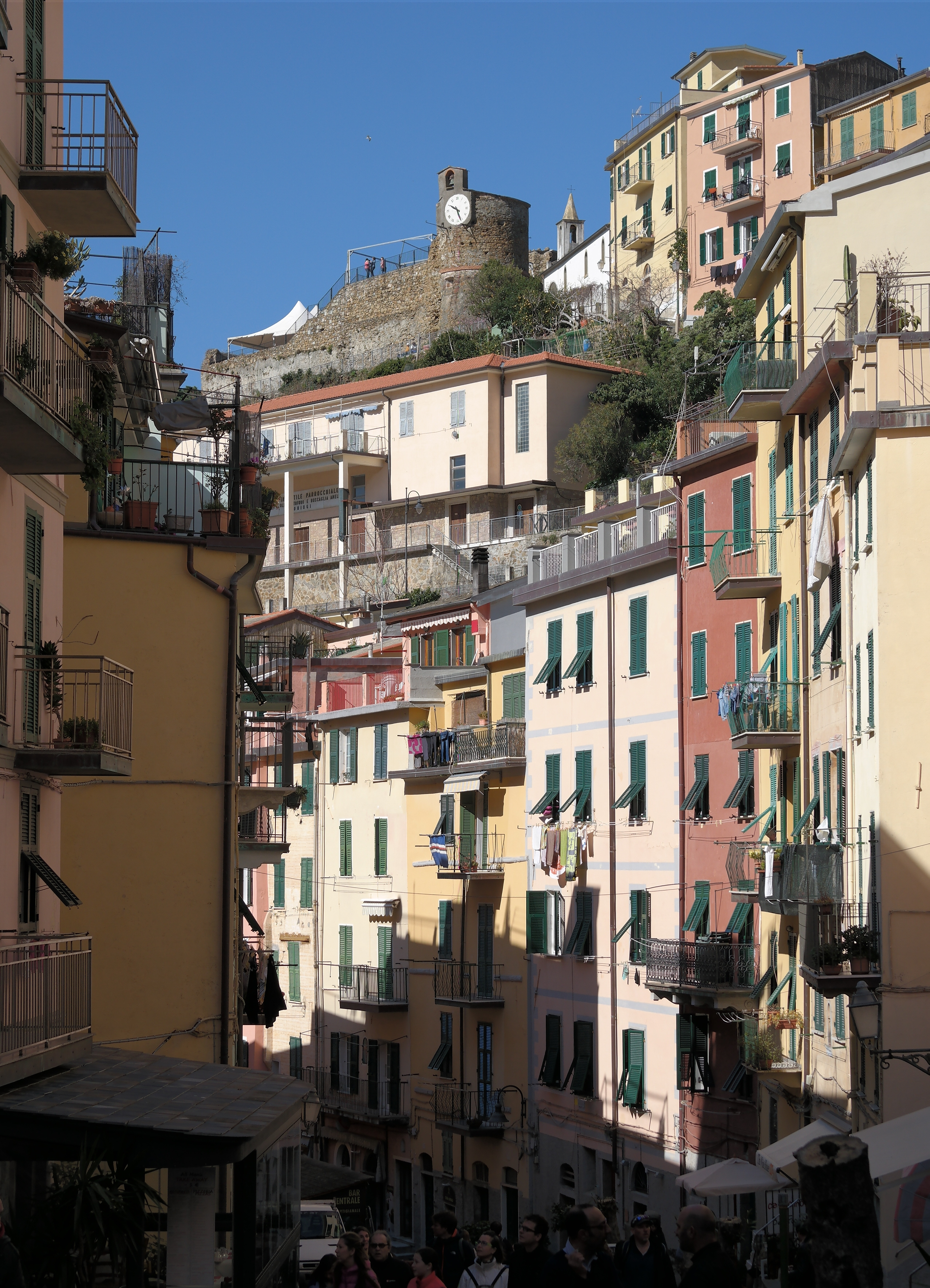
El centre històric de Riomaggiore
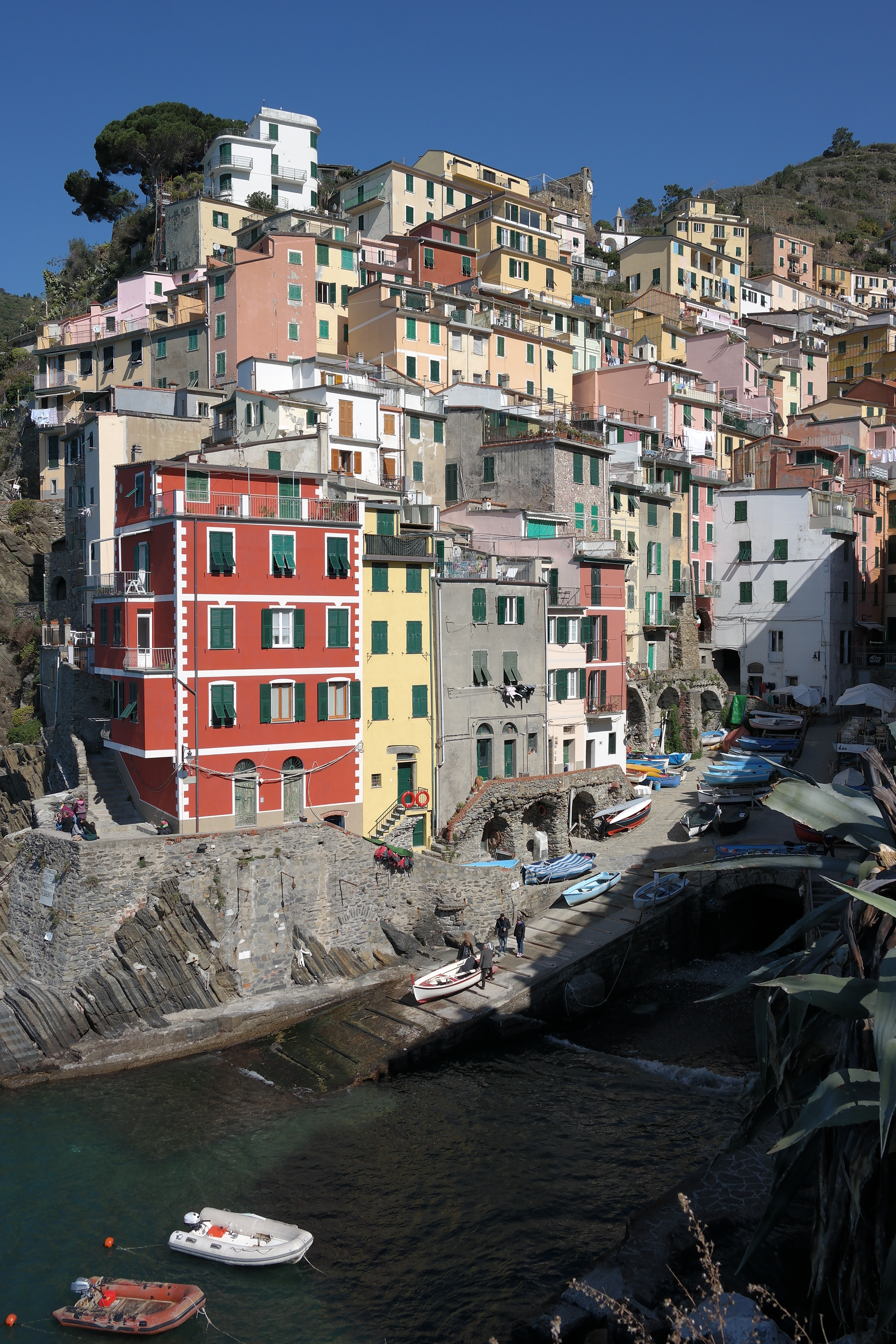
La Marina
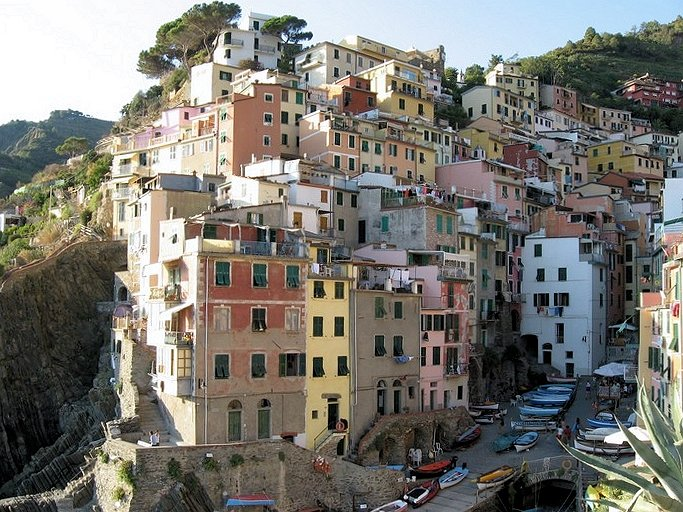
Edificis sobre les roques
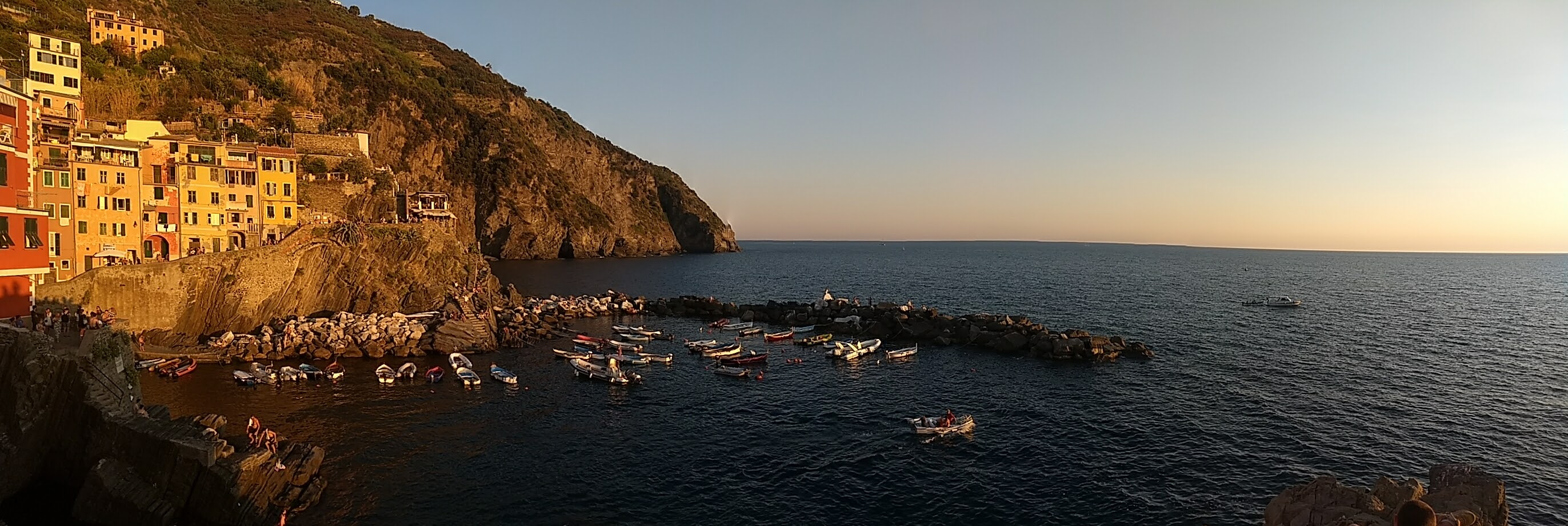
Panorama